# PowerBASIC
PowerBASIC, tên cũ: Turbo Basic, là một thương hiệu các trình biên dịch của công ty PowerBASIC Inc. chuyên biên dịch một phiên bản của ngôn ngữ lập trình BASIC.Có các phiên bản cho cả MS-DOS và Windows, trong đó Windows có 2 phiên bản: console và Windows. Phiên bản MS-DOS dùng cú pháp tương tự như của QBasic và QuickBASIC. Các phiên bản Windows sử dụng cú pháp BASIC được mở rộng để bao gồm nhiều chức năng của Windows và các câu lệnh có thể được kết hợp với các cuộc gọi đến API Windows.

## Lịch sử
Phiên bản đầu tiên của trình biên dịch DOS được xuất bản là BASIC/Z, trình biên dịch tương tác đầu tiên cho CP/M và MDOS. Sau đó nó đã được mở rộng tạo nên MS-DOS/PC DOS vào năm 1987 Borland phân phối nó với tên Turbo Basic.
Turbo Basic Turbo Basic ban đầu được tạo ra bởi Robert "Bob" Zale (1945–2012) và được Borland mua từ anh ta. Khi Borland quyết định ngừng xuất bản (1989), Zale đã mua lại nó, đổi tên thành  PowerBASIC và gây dựng PowerBASIC Inc. để tiếp tục hỗ trợ và phát triển nó; sau đó nó được gọi là PBDOS.
PowerBASIC tiếp tục phát triển các trình biên dịch cơ bản cho Windows, PBWIN đầu tiên - sản phẩm chủ lực của họ - sau đó là PBCC, được mô tả dưới đây.
Vào ngày 6 tháng 11 năm 2012, Robert Zale, tác giả của PowerBASIC, đã qua đời. Trong một thời gian, người ta cho rằng công ty có thể ngừng hoạt động. Ngày 8 tháng 3 năm 2014, vợ ông, bà Vivian Zale, đăng trên diễn đàn PowerBASIC một tuyên bố rằng công ty sẽ tiếp tục hoạt động. Vào ngày 10 tháng 5 năm 2015, bà Zale đã thông báo rằng công việc đang tiếp tục trên các phiên bản mới của trình biên dịch PowerBASIC.
Vào ngày 2 tháng 11 năm 2016, Vivian Zale đã tuyên bố ý định bắt đầu tìm kiếm người mua cho công ty. Sự phát triển tích cực của thế hệ tiếp theo của sản phẩm PowerBASIC hiện đã dừng lại và họ không còn mong đợi phát hành PBWin11/PBCC7, đã được thử nghiệm beta khi Bob Zale qua đời, cũng như các trình biên dịch 64 bit hoặc PB/Pro (PBWin và CC trong một trình biên dịch) vẫn đang trong giai đoạn alpha.
Vào ngày 31 tháng 1 năm 2017, Adam Drake tuyên bố Drake Software đã mua mã nguồn PowerBasic từ PowerBasic, Inc., với ý định cập nhật và cải thiện chức năng của sản phẩm. Điều này sau đó được Vivian Zale xác nhận với một bài đăng trên diễn đàn cảm ơn các thành viên đã ủng hộ họ.

## Trình biên dịch
Các chương trình PowerBASIC là khép kín và không sử dụng tệp thời gian chạy để thực thi. Trong tất cả các phiên bản của trình biên dịch, các ứng dụng biên dịch không có các thư viện bên ngoài, mặc dù bạn có thể sử dụng các thư viện này nếu muốn. PBDOS tạo các tệp thi hành DOS MZ 16 bit, trong khi PBWIN và PBCC tạo các tệp thực thi di động 32 bit (PE).

### Turbo Basic
Turbo Basic của Borland chứa các phần mở rộng cho Basic cơ bản (trong khi không làm hỏng tính tương thích). Một trong số đó là API vẽ và truy cập chuột.
Không giống như hầu hết các triển khai BASIC của giai đoạn này, Turbo Basic là một trình biên dịch đầy đủ tạo ra mã gốc cho MS-DOS. Các triển khai khác là phiên dịch viên, hoặc dựa nhiều vào thư viện thời gian chạy. Môi trường phát triển tích hợp có thể chạy một chương trình BASIC nội bộ để gỡ lỗi BASIC truyền thống (xem mẫu bên dưới), hoặc tạo một tệp thực thi độc lập MS-DOS có thể chạy trên các hệ thống khác mà không có thư viện thời gian chạy hoặc sản phẩm Turbo Basic.

### PowerBASIC for DOS (PBDos)
PBDOS bao gồm một môi trường phát triển tích hợp (IDE), hỗ trợ DOS 3.30 và tất cả các phiên bản sau này.

### PowerBASIC Console Compiler (PBCC)
PBCC là trình biên dịch 32 bit cho  họ hệ điều hành Windows 9x và Windows NT, bao gồm cả Windows XP, Windows Server 2008, Windows Vista, và Windows 7. Các ứng dụng PBCC có thể sử dụng Dynamic Link Libraries (DLL). Trình biên dịch đi kèm với một IDE gồm trình soạn thảo và trình gỡ lỗi.
Không cần kiến thức về lập trình Windows để tạo ra các chế độ ký tự hoặc các ứng dụng đồ họa với trình biên dịch này. Các thực thi giao diện gateway chung cũng có thể được biên dịch bằng PBCC.
PBCC chỉ tạo ra các tệp thi hành, chứ không phải các tệp DLL. (PBWin - xem bên dưới - có thể tạo cả hai.)

### PowerBASIC Compiler for Windows (PBWin)
PBWin là trình biên dịch 32 bit tương thích với họ Windows 9x và họ hệ điều hành Windows NT, bao gồm Windows XP, Windows Server 2008, Windows Vista, Windows 7, Windows 8 (8.1) và Windows 10. PBWin có thể tạo các Dynamic Link Library. Các ứng dụng PBWin có thể đọc các Dynamic Link Libraries.
PBWin đi kèm với một trình biên dịch, IDE IDE bao gồm một trình soạn thảo và trình gỡ lỗi từng bước.

#### Công cụ hộp thoại động (DDT)
Bạn có thể tạo giao diện đồ họa người dùng cho ứng dụng bằng cách sử dụng API Windows hoặc bằng cách sử dụng các phần mở rộng ngôn ngữ DDT sẵn có. Nhóm các câu lệnh BASIC bao bọc các hàm Windows API, đặc biệt trong việc tạo và xử lý các hộp thoại và các điều khiển con được gọi chung là Công cụ hộp thoại động. Sử dụng DDT đòi hỏi ít mã hóa hơn để tạo một chương trình tương tự bằng cách sử dụng API Windows. Sử dụng DDT và Windows API (được gọi là kiểu SDK như trong Microsoft Windows SDK) không loại trừ lẫn nhau.

#### Phiên bản dùng thử của trình biên dịch
PowerBASIC đổi tên PBWin v9.07 và PB/CC v5.07 thành "PBWin cổ điển" và "PB/CC cổ điển", vào ngày 1 tháng 11 năm 2016, phát hành miễn phí, không quảng cáo hay nhắc nhở cùng với PBForms v1.0 (PowerBASIC Forms).